# 자크 샤리에
자크 샤리에(프랑스어: Jacques Charrier, 1936년 11월 5일 ~ )는 프랑스의 배우, 영화 프로듀서, 화가, 도예가이다.